# Live in Maui
Albums de Jimi Hendrix
Songs for Groovy Children: The Fillmore East Concerts Los Angeles Forum: April 26, 1969
Live in Maui est un album live posthume de Jimi Hendrix (sous le nom de The Jimi Hendrix Experience) paru le 20 novembre 2020. Il comporte le concert du 30 juillet 1970 en extérieur dans l'île hawaïenne de Maui. C'est le premier album officiel comportant les deux concerts qui ont été tournés pour le film documentaire Rainbow Bridge (1971). L'album est accompagné du film du concert intitulé Music, Money, Madness.
Ce sont les avant-derniers concerts lors de la dernière tournée américaine The Cry of Love. Pendant le premier concert, ils ont joué principalement des chansons du temps de l'Experience et du Band of Gypsys. Le deuxième concert contient principalement de nouvelles chansons qu'Hendrix était en train d'enregistrer pour son nouvel album studio First Rays of the New Rising Sun qu'il ne finira pas de son vivant.

## Contexte
À l'origine, le concert à Maui est filmé dans le cadre du documentaire Rainbow Bridge (1971) avec Billy Cox à la basse et Mitch Mitchell à la batterie (qui forment The Jimi Hendrix Experience comme indiqué sur l'album),. Au moment de la sortie du film, parait l'album homonyme qui, bien qu'identifié bande originale, ne comporte aucune performance des deux concerts,. Pourtant, des chansons issus des deux concerts ont été publiés auparavant : le medley Hey Baby / In From the Storm dans le coffret The Jimi Hendrix Experience Box Set (2000) et Foxy Lady dans la compilation Voodoo Child: The Jimi Hendrix Collection (2001).
Le trio a joué deux concerts de cinquante minutes; cependant, il y avait des problèmes techniques en partie dus aux vents violents dans l'ancien pâturage non protégé. Pour les parties utilisées dans le film Rainbow Bridge, Mitch Mitchell a réenregistré ses parties de batterie aux studios Electric Lady en 1971, mais il n'y a eu aucune autre contribution supplémentaire.

## Réception critique
Dans une critique pour AllMusic, Mark Deming a attribué à Live in Maui une note de quatre étoiles sur cinq. Il a noté les conditions d'enregistrement moins qu'idéales et a ajouté : 

« Les enregistrements de Maui ne le trouvent pas [Hendrix] explorant beaucoup de choses nouvelles, mais il est en excellente forme, détendu et pleinement engagé en même temps, et la batterie de Mitch Mitchell est, comme toujours, un excellent repoussoir pour les mélodies et les solos de Jimi, tandis que la basse subtile mais solide de Billy Cox ancrent mieux cette musique que son prédécesseur, Noel Redding. »

Hugh Fielder du Classic Rock a également commenté les problèmes d'enregistrement, qui ont fait que les enregistrements de Maui ont été ignorés pendant des années au profit des concerts au Atlanta International Pop Festival (1970) (dernière version Freedom: Atlanta Pop Festival, 2015) et Festival de l'île de Wight 1970 (Blue Wild Angel, 2002). Cependant, il a noté que maintenant la dernière technologie audio numérique leur a permis d'améliorer et a donné à l'album trois étoiles et demie sur cinq. Mais, il a estimé que le deuxième concert est moins bon et manque d'énergie, avant que Hendrix ne se réveille et ne se déchire sur Stone Free.

## Liste des chansons
En raison de difficultés d'enregistrement, le séquençage de l'album diffère quelque peu de la performance réelle. Le premier concert commence avec les chansons Spanish Castle Magic et Lover Man avant Hey Baby (New Rising Sun) et Message to Love entre In from the Storm et Foxy Lady,,,. Mitch Mitchell a réenregistré les parties de batterie en 1971 sur les chansons Hey Baby (les deux concerts), In from the Storm, Foxy Lady, Hear My Train A Comin' (premier concert), Voodoo Child (Slight Return), Purple Haze et The Star Spangled Banner; les parties de batterie d'origine sont incluses dans le mix.
Toutes les chansons sont de Jimi Hendrix sauf Sunshine of Your Love, Star Spangled Banner et Hey Joe.
| Disque 1 | Disque 1                     | Disque 1                     | Disque 1 | Disque 1 | Disque 1 | Disque 1 | Disque 1 | Disque 1 | Disque 1 |
| No       | Titre                        | comporte une partie de       | Durée    |          |          |          |          |          |          |
| -------- | ---------------------------- | ---------------------------- | -------- | -------- | -------- | -------- | -------- | -------- | -------- |
| 1.       | Chuck Wein Introduction      |                              | 1:47     |          |          |          |          |          |          |
| 2.       | Hey Baby (New Rising Sun)    |                              | 4:33     |          |          |          |          |          |          |
| 3.       | In From the Storm            |                              | 4:26     |          |          |          |          |          |          |
| 4.       | Foxy Lady                    |                              | 4:40     |          |          |          |          |          |          |
| 5.       | Hear My Train A Comin'       |                              | 9:26     |          |          |          |          |          |          |
| 6.       | Voodoo Child (Slight Return) | Drum Solo (solo de batterie) | 7:12     |          |          |          |          |          |          |
| 7.       | Fire                         | Sunshine of Your Love        | 3:43     |          |          |          |          |          |          |
| 8.       | Purple Haze                  | The Star Spangled Banner     | 4:32     |          |          |          |          |          |          |
| 9.       | Spanish Castle Magic         |                              | 4:16     |          |          |          |          |          |          |
| 10.      | Lover Man                    |                              | 2:42     |          |          |          |          |          |          |
| 11.      | Message to Love              |                              | 4:21     |          |          |          |          |          |          |
| 51:34    |                              |                              |          |          |          |          |          |          |          |

| Disque 2 | Disque 2                                       | Disque 2               | Disque 2 | Disque 2 | Disque 2 | Disque 2 | Disque 2 | Disque 2 | Disque 2 |
| No       | Titre                                          | comporte une partie de | Durée    |          |          |          |          |          |          |
| -------- | ---------------------------------------------- | ---------------------- | -------- | -------- | -------- | -------- | -------- | -------- | -------- |
| 1.       | Dolly Dagger                                   |                        | 4:49     |          |          |          |          |          |          |
| 2.       | Villanova Junction                             |                        | 5:49     |          |          |          |          |          |          |
| 3.       | Ezy Ryder                                      |                        | 5:05     |          |          |          |          |          |          |
| 4.       | Red House                                      |                        | 6:40     |          |          |          |          |          |          |
| 5.       | Freedom                                        |                        | 4:21     |          |          |          |          |          |          |
| 6.       | Jam Back at the House                          |                        | 8:21     |          |          |          |          |          |          |
| 7.       | Straight Ahead                                 |                        | 3:03     |          |          |          |          |          |          |
| 8.       | Hey Baby (New Rising Sun) / Midnight Lightning |                        | 4:52     |          |          |          |          |          |          |
| 9.       | Stone Free                                     | Hey Joe                | 5:44     |          |          |          |          |          |          |
| 48:44    |                                                |                        |          |          |          |          |          |          |          |

## Personnel
- Jimi Hendrix : guitare, chant
- Mitch Mitchell : batterie (prises d'origine et réenregistrement)
- Billy Cox : basse

### Production
- Eddie Kramer : production, mixage stéréo et 5.1, ingénieur du son des réenregistrements des parties de batterie
- Janie Hendrix : production
- John McDermott : production, réalisateur du Blu-Ray, auteur des notes du livret de l'album
- Mike Neal : ingénieur du son et mixage du concert
- Harry McCune Sound Service : équipement de sonorisation de concert
- John Jansen : ingénieur du son des réenregistrements des parties de batterie
- Spencer Guerra : assistant ingénieur du son
- Chandler Harrod : mixage 5.1
- Bernie Grundman : mastering
- Jeff Slate : auteur des notes du livret de l'album
- Brian Byrnes : photographie de la pochette avant de l'album
- Daniel Teheney : photographe du livret de l'album
- Phil Yarnall : conception artistique
- Barry Gruber et Steve Pesant – recherche photographique

## Classements
| Classement (2020)            | Meilleure position |
| ---------------------------- | ------------------ |
| Allemagne (Media Control AG) | 44                 |
| Japon (Oricon)               | 49                 |
| Suisse (Schweizer Hitparade) | 38                 |
| États-Unis (Billboard 200)   | 155                |
| États-Unis (Top Rock Albums) | 21                 |